# Marysville (Washington)
Marysville é uma cidade localizada no estado norte-americano de Washington, no Condado de Snohomish.

## Demografia
Segundo o censo norte-americano de 2000, a sua população era de 25.315 habitantes.
Em 2006, foi estimada uma população de 31.938, um aumento de 6623 (26.2%).

## Geografia
De acordo com o United States Census Bureau tem uma área de
25,3 km², dos quais 24,8 km² cobertos por terra e 0,5 km² cobertos por água. Marysville localiza-se a aproximadamente 166 m acima do nível do mar.

## Localidades na vizinhança
O diagrama seguinte representa as localidades num raio de 8 km ao redor de Marysville.